# تورنيتز
تورنيتز (بالألمانية: Türnitz) هي مدينة في مقاطعة ليلينفيلد في ولاية النمسا السفلى.